# Seznam medailistů na mistrovství světa v biatlonu – stíhací závod mužů
Seznam medailistů na mistrovství světa v biatlonu ze stíhacího závodu mužů představuje chronologický přehled stupňů vítězů ve stíhacím závodu mužů na 12,5 km na mistrovství světa konaného pravidelně od roku 1997 s výjimkou olympijských ročníků.

## Stíhací závod (12,5 km)
| Rok  | Dějiště              | Zlato                | Stříbro              | Bronz                      |
| ---- | -------------------- | -------------------- | -------------------- | -------------------------- |
| 1997 | Brezno-Osrblie       | Viktor Majgurov      | Siergiej Tarasow     | Ole Einar Bjørndalen       |
| 1998 | Pokljuka             | Vadimir Dračev       | Ole Einar Bjørndalen | Raphaël Poirée             |
| 1999 | Kontiolahti          | Ricco Groß           | Frank Luck           | Sven Fischer               |
| 2000 | Oslo/Holmenkollen    | Frank Luck           | Pavel Rostovcev      | Raphaël Poirée             |
| 2001 | Pokljuka             | Pavel Rostovcev      | Raphaël Poirée       | Sven Fischer               |
| 2003 | Chanty-Mansijsk      | Ricco Groß           | Halvard Hanevold     | Paavo Puurunen             |
| 2004 | Oberhof              | Ricco Groß           | Raphaël Poirée       | Ole Einar Bjørndalen       |
| 2005 | Hochfilzen           | Ole Einar Bjørndalen | Siergiej Czepikow    | Sven Fischer               |
| 2007 | Anterselva           | Ole Einar Bjørndalen | Maxim Čudov          | Vincent Defrasne           |
| 2008 | Östersund            | Ole Einar Bjørndalen | Maxim Čudov          | Alexander Wolf             |
| 2009 | Pchjongčchang        | Ole Einar Bjørndalen | Maxim Čudov          | Alexander Os               |
| 2011 | Chanty-Mansijsk      | Martin Fourcade      | Emil Hegle Svendsen  | Tarjei Bø                  |
| 2012 | Ruhpolding           | Martin Fourcade      | Carl Johan Bergman   | Anton Šipulin              |
| 2013 | Nové Město na Moravě | Emil Hegle Svendsen  | Martin Fourcade      | Anton Šipulin              |
| 2015 | Kontiolahti          | Erik Lesser          | Anton Šipulin        | Tarjei Bø                  |
| 2016 | Oslo                 | Martin Fourcade      | Ole Einar Bjørndalen | Emil Hegle Svendsen        |
| 2017 | Hochfilzen           | Martin Fourcade      | Johannes Thingnes Bø | Ole Einar Bjørndalen       |
| 2019 | Östersund            | Dmytro Pidručnyj     | Johannes Thingnes Bø | Quentin Fillon Maillet     |
| 2020 | Anterselva           | Émilien Jacquelin    | Johannes Thingnes Bø | Alexandr Loginov           |
| 2021 | Pokljuka             | Émilien Jacquelin    | Sebastian Samuelsson | Johannes Thingnes Bø       |
| 2023 | Oberhof              | Johannes Thingnes Bø | Sturla Holm Laegreid | Sebastian Samuelsson       |
| 2024 | Nové Město na Moravě | Johannes Thingnes Bø | Sturla Holm Laegreid | Vetle Sjåstad Christiansen |
| 2025 | Lenzerheide          | Johannes Thingnes Bø | Campbell Wright      | Sturla Holm Laegreid       |
| 2027 | Otepää               |                      |                      |                            |